# Kapkajak
Kapkajakken er en kajak til konkurrencebrug. 
Kapkajakken har gennem tiderne gennemgået en stor udvikling. Gennem mange år var Struerværftet i Danmark en førende producent af kapkajakker i dag er de største Nelo (Portugal), Plastex (Polen) og Vajda (Slovakiet). Kajakkerne produceres i træ, kulfiber, kevlar, glasfiber eller honeycomb. Så sent som til OL i år 2000, var det obligatorisk med breddemål på kajakken. Breddemål er en hvis bredde, som kajakken skulle have, da man mente det ville skabe lighed mellem alle roernes både. På samme måde som at der engang var regeler om bredde, er der i dag stadig regeler om længde, da det betyder en del for den vandlinje der bliver skabt bag båden. Jo længere båd, jo længere vandlinje og jo længere vandlinje, jo hurtigere kan man ro. 
Pagajen har omgået en endnu større forvandling end kajakken selv har. Den gamle klassiske flade pagaj, som hører firserne og før til, er nu blevet udskiftet med wingpagajen, som har nogle meget mere dråbe formede blade, og som har den effekt at den kan stå bedere fast i vandet. Denne wing pagaj, har også ændret materiale fra træ, til kul-fiber eller kevlar. 
Der konkurreres både på kortbane og marathon. 
Kortbaneregattaer afvikles på 200, 500 og 1000 m i K1, K2 og K4 (tallet fortæller hvor mange roere der er i kajakken). En enerkajak skal veje 12 kg og måle 520 cm, bunden må på intet sted være konkav.
De førerne lande gennem tiderne har været Tyskland og Ungarn, men også de nordiske lande har stået for gode resultater især i K1-1000 hvor den olympiske mester i mange år var norsk.
Marathon kan afvikles på den klassiske distance på 42190 m. men afvikles ofte på distancer der er kortere og typisk på korte rundbaner med overbæringer. På marathon skal enerkajakken veje mindst 8 kg og kan udstyres med manuel pumpe.
Både marathon og kortbane løbene, foretrækkes at blive afviklet på søer. Dog bliver marathon engang imellem afviklet på åer eller en lukket fjord. Da der på kortbane er regeler om dybden af vandet, for at man kan sammenligne tiderne imellem alle kortbane stævner, og dermed danne overblik over de bedste tider lavet nogensinde, skal der være de samme forhold, ikke kun i forhold til vanddybde, men også vindhastighed og strømninger i vandet.